# Zénith made in Nougaro
Pour les articles homonymes, voir Nougaro.
Albums par Claude Nougaro
Pacifique
(1989) Une voix dix doigts
(1991)
Lives par Claude Nougaro
Nougaro sur scène
(1985) Une voix dix doigts
(1991)
Zénith made in Nougaro est un double album live de Claude Nougaro, sorti en 1989.
L'album est enregistré au Zénith de Paris en avril 1989, il est réalisé par Mick Lanaro.
L'ingénieur du son façade était Patrice Cramer, la diff face a été installée par Jérôme Aigrault et Serge Rébillard. Le son était génial !

## Titres
| 1.  | Stances à New York                | Claude Nougaro | Michel Colombier                             | 3:23 |
| 2.  | Nougayork                         | Claude Nougaro | Philippe Saisse                              | 3:32 |
| 3.  | Rhythm'Flouze                     | Claude Nougaro | Philippe Saisse                              | 4:13 |
| 4.  | Lady Liberty                      | Claude Nougaro | Philippe Saisse                              | 5:18 |
| 5.  | Sing Sing Song (Work Song)        | Claude Nougaro | O. Brown - N. Adderley                       | 3:16 |
| 6.  | Le Gardien de phare               | Claude Nougaro | Claude Nougaro - S. Santa Maria              | 5:08 |
| 7.  | Tu verras (O Que Sera)            | Claude Nougaro | C. Buarque de Hollanda                       | 3:16 |
| 8.  | Quatre ou cinq jours              | Claude Nougaro | Daniel Goyone                                | 4:06 |
| 9.  | Pacifique                         | Claude Nougaro | Claude Nougaro - Claude Gaudette             | 4:48 |
| 10. | Los Angeles, Eldorado             | Claude Nougaro | Claude Gaudette                              | 4:05 |
| 11. | Le Cinéma                         | Claude Nougaro | Michel Legrand                               | 4:29 |
| 12. | Le Cri de Tarzan (version parlée) | Claude Nougaro | Michel Colombier                             | 1:43 |
| 13. | Toi là-haut                       | Claude Nougaro | Claude Gaudette                              | 2:36 |
| 14. | Un écureuil à Central Park        | Claude Nougaro | Claude Nougaro - Philippe Saisse             | 6:29 |
| 15. | Kiné                              | Claude Nougaro | Claude Nougaro - Claude Gaudette             | 5:32 |
| 16. | Toulouse to win                   | Claude Nougaro | Michel Colombier                             | 6:50 |
| 17. | Armstrong                         | Claude Nougaro | Traditionnel - Arrangements : Maurice Vander | 3:58 |
| 18. | Quatre boules de cuir             | Claude Nougaro | Claude Nougaro - Maurice Vander              | 2:44 |
| 19. | Vive l'alexandrin                 | Claude Nougaro | Claude Gaudette                              | 4:05 |
| 20. | Énergie                           | Claude Nougaro | B. Brunel                                    | 3:41 |
| 21. | Il faut tourner la page           | Claude Nougaro | Philippe Saisse                              | 3:46 |
| 22. | Cécile, ma fille                  | Claude Nougaro | Jules Datin                                  | 3:48 |
| 23. | Une petite fille                  | Claude Nougaro | Jules Datin                                  | 2:24 |
| 24. | Toulouse                          | Claude Nougaro | Claude Nougaro - C. Chevalier                | 5:38 |
| 25. | Nougayork (reprise)               | Claude Nougaro | Philippe Saisse                              |      |

## Musiciens
Direction musicale, Claviers : Bette Sussman
 Claviers : Gerry Etkins
 Guitare : Nick Moroch
 Basse : Barry Johnson
 Batterie : Robbie Gonzales
 Saxophones, Flûte : Jack Bashkow
 Trompette : Larry Etkin - Mark Pender
 Trombone : Don Mikkelsen
 Chœurs et Percussions : Brenda White-King - Curtis King